# 廣豐郡
廣豐郡，中国南北朝时设置的郡。
南朝陈永定元年（557年），分巴山郡置廣豐郡，治所在广丰县（今江西丰城市南）。属江州。下辖广丰县。废新安县入广丰郡。隋文帝开皇元年（589年）废廣豐郡，地入洪州。隋炀帝杨广即位后，为避讳，改广丰县为丰城县。